# New York City Marathon 2006
De New York City Marathon 2006 werd gelopen op zondag 5 november 2006. Het was de 37e editie van deze marathon.
De Braziliaan Marilson dos Santos finishte bij de mannen als eerste in 2:09.58. De Letse Jeļena Prokopčuka won bij de vrouwen in 2:25.05.
Ieder jaar lokt de marathon rond de 38.000 deelnemers. De loop trekt de grootste professionele atleten aan, niet alleen voor het prijzengeld, dat bij deze editie $ 864.000 bedroeg, maar ook om uit te blinken in de media-hoofdstad van de wereld. Er zijn ongeveer 2.000.000 juichende toeschouwers en 315.000.000 wereldwijde tv-kijkers.
In totaal finishten 36856 marathonlopers de wedstrijd, waarvan 24794 mannen en 12062 vrouwen.

## Resultaten

### Mannen
| rang   | naam                | land             | tijd    |
| ------ | ------------------- | ---------------- | ------- |
| Goud   | Marilson dos Santos | Brazilië         | 2:09.58 |
| Zilver | Stephen Kiogora     | Kenia            | 2:10.06 |
| Brons  | Paul Tergat         | Kenia            | 2:10.10 |
| 4      | Daniel Yego         | Kenia            | 2:10.34 |
| 5      | Rodgers Rop         | Kenia            | 2:11.24 |
| 6      | Stefano Baldini     | Italië           | 2:11.33 |
| 7      | William Kipsang     | Kenia            | 2:11.54 |
| 8      | Hailu Negussie      | Ethiopië         | 2:12.12 |
| 9      | Hendrick Ramaala    | Zuid-Afrika      | 2:13.04 |
| 10     | Peter Gilmore       | Verenigde Staten | 2:13.13 |
| 44     | Filip Vanhaecke     | België           | 2:28.37 |

### Vrouwen
| rang   | naam              | land             | tijd    |
| ------ | ----------------- | ---------------- | ------- |
| Goud   | Jeļena Prokopčuka | Letland          | 2:25.05 |
| Zilver | Tetjana Hladyr    | Oekraïne         | 2:26.05 |
| Brons  | Catherine Ndereba | Kenia            | 2:26.58 |
| 4      | Rita Jeptoo       | Kenia            | 2:26.59 |
| 5      | Lidia Grigorjeva  | Rusland          | 2:27.21 |
| 6      | Deena Kastor      | Verenigde Staten | 2:27.54 |
| 7      | Nina Rillstone    | Nieuw-Zeeland    | 2:31.19 |
| 8      | Lornah Kiplagat   | Nederland        | 2:32.31 |
| 9      | Katie McGregor    | Verenigde Staten | 2:32.36 |
| 10     | Susan Chepkemei   | Kenia            | 2:32.45 |

1970 ·
1971 ·
1972 ·
1973 ·
1974 ·
1975 ·
1976 ·
1977 ·
1978 ·
1979 ·
1980 ·
1981 ·
1982 ·
1983 ·
1984 ·
1985 ·
1986 ·
1987 ·
1988 ·
1989 ·
1990 ·
1991 ·
1992 ·
1993 ·
1994 ·
1995 ·
1996 ·
1997 ·
1998 ·
1999 ·
2000 ·
2001 ·
2002 ·
2003 ·
2004 ·
2005 ·
2006 ·
2007 ·
2008 ·
2009 ·
2010 ·
2011 ·
2012 · 
2013 ·
2014 ·
2015 ·
2016 ·
2017 ·
2018 ·
2019 ·
2020 · 
2021 ·
2022 ·
2023 ·
2024